# Odontopera urania
Odontopera urania là một loài bướm đêm trong họ Geometridae.